# Lapatinib
Il lapatinib usato sotto forma di lapatinib tosilato (INN), nome commerciale Tykerb /Tyverb GSK è un farmaco attivo per via orale per il cancro al seno e altri tumori solidi. Esso è un doppio inibitore della tirosin-chinasi, che blocca il percorso di crescita cellulare promosso dal recettore HER2.
Viene utilizzato in terapia di combinazione nel tumore della mammella HER2 positivo. È stato approvato come terapia triplice di prima linea nel tumore della mammella recettore positivo e come terapia adiuvante quando i pazienti hanno presentato progressione all'Herceptin.